# Presoner de guerra

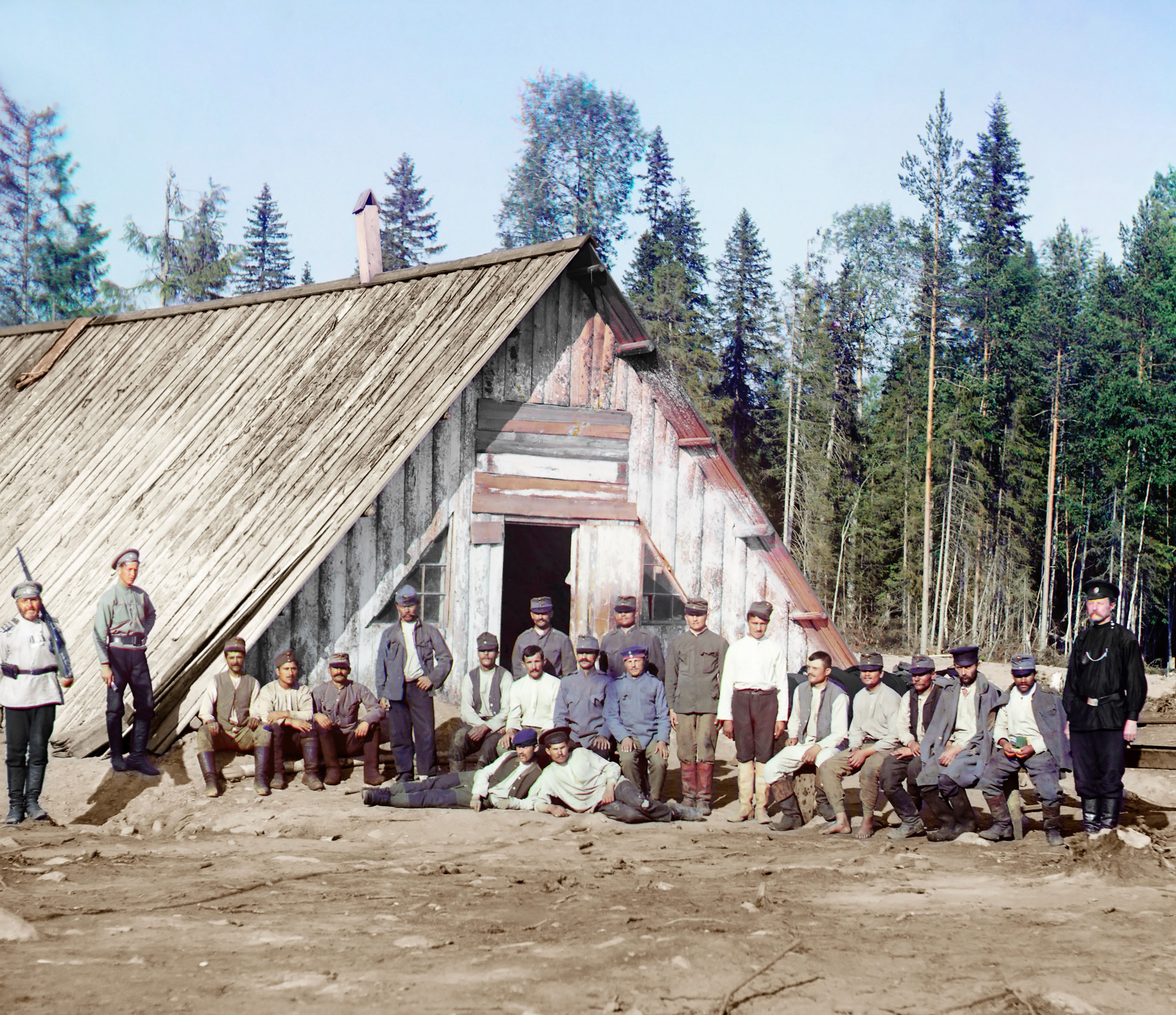
Soldats Austro-Hongaresos fets presoners de guerra a Rússia; una fotografia de 1915 presa per Sergei Mikhailovich Prokudin-Gorskii

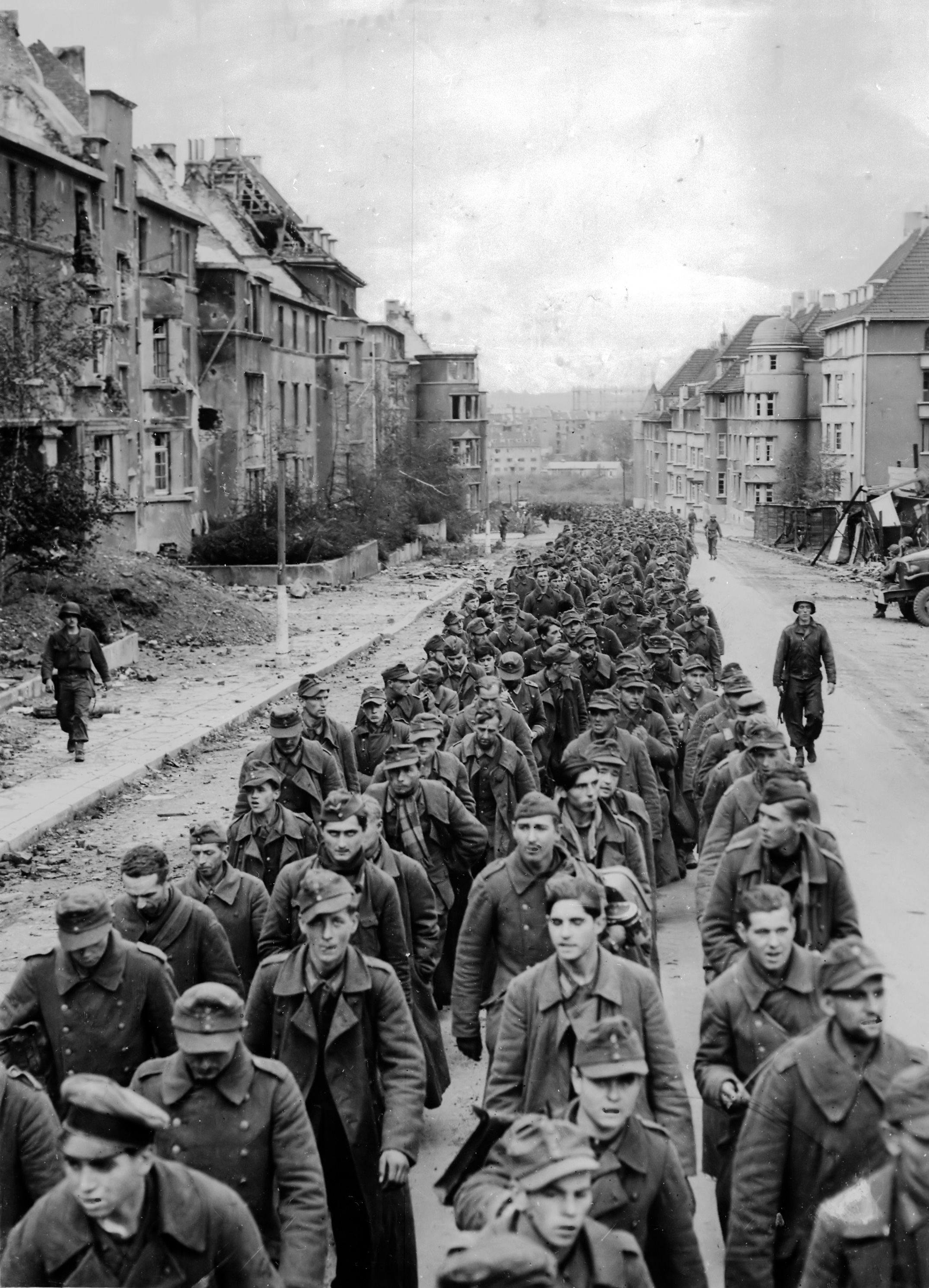
Presoners de guerra alemanys capturats després de la caiguda d'Aquisgrà, al 1944, durant la Segona Guerra Mundial.

Un presoner de guerra (PDG, en anglès Prisoner of War POW, PoW, o PW) és un soldat, pilot, o marí que és fet presoner per l'enemic immediatament després d'un enfrontament. Existeixen lleis per a assegurar-se que els presoners de guerra seran tractats de forma humana i diplomàtica. Les nacions varien en el compliment de tals lleis.
L'article 4 de la Tercera Convenció de Ginebra protegeix al personal militaritzat capturat, alguns guerrillers i certs civils. Això aplica des del moment de la captura fins a quan és alliberat o repatriat. Un dels principals punts de la convenció fa que sigui il·legal torturar als presoners, i al presoner solament li poden demanar el seu nom, data de naixement, rang i nombre de servei (si és aplicable).
L'estatus de presoner de guerra no inclou desarmats o no combatents capturats en temps de guerra. Ells estan protegits per la Quarta Convenció de Ginebra una mica més que per la tercera.

## Qualificant com a Presoner de Guerra
En principi, per a tenir l'estatus de presoner de guerra el suposat PDG ha d'estar en condicions com les que indica la llei (ser part d'un regiment, vestir un uniforme i mostrar les seves armes obertament). Així, franctiradors, terroristes i espies poden ser exclosos. En la pràctica, això no sempre es compleix estrictament. Les guerrilles, per exemple, poden no vestir un uniforme o dur armes obertament, però ara se'ls dona estatus de presoner de guerra si són capturats.

## Tracte de Presoners de Guerra
La forma de tractar als presoners de guerra pot dependre dels recursos, actituds i polítiques socials dels militars o els governs en qüestió. Així, durant la Segona Guerra Mundial els presoners soviètics de l'Alemanya Nazi i els presoners alemanys a la Unió Soviètica van ser tractats amb negligència i brutalitat. El règim nazi, en la seva concepció ideològica del racisme extrem, considerava als soldats soviètics, com eslaus que eren, untermenschen (subhumans), i molts d'ells van ser assassinats per a continuar amb la seva "purificació racial". Una de les seves justificacions era que la Unió Soviètica no havia signat la Tercera Convenció de Ginebra. Presoners d'Anglaterra i dels Estats Units van ser tractats molt millor que aquells. Així mateix, els russos van correspondre als presoners de guerra alemanys amb el mateix tracte que el seu govern dispensava als soldats soviètics capturats. Al costat soviètic, els presoners de guerra van ser tractats igual o pitjor que els seus compatriotes a Alemanya. Ambdós bàndols van perdre un nombre considerable de PDG (s'estima que del total dels 5,5 milions de presoners soviètics, uns 3,5 milions havien perit a meitats de 1944) motivat per la inanició, les malalties, el mal temps, els treballs forçats, l'experimentació i les execucions sumàries. Cap d'ells va aplicar les lleis de guerra.
Al Pacífic, alguns dels tractes més durs als presoners de guerra van ser comesos pels japonesos. Els presoners dels japonesos van ser sotmesos a tracte brutal, incloent treballs pesats, experimentació mèdica, cops per tractar d'escapar, i se'ls va ser negat qualsevol tractament mèdic. Mentre, entre els presoners de guerra en mans dels aliats van morir d'un 2% a un 4% i als camps japonesos i alemanys va ser d'un 20% a un 35%.
| País         | Presoners de guerra | Nom del conflicte                            |
| URSS         | 5,700,000           | Segona Guerra Mundial (Total)                |
| França       | 1,900,000           | Batalla de França a la Segona Guerra Mundial |
| Estats Units | 130,000             | Segona Guerra Mundial                        |
| Alemanya     | ?                   | Segona Guerra Mundial                        |
| Regne Unit   | ?                   | Segona Guerra Mundial                        |
| Pakistan     | 93,000              | Guerra Indo-Pakistaní de 1971                |

## Llista de presoners famosos
Aquesta és una llista de presoners de guerra que van cridar l'atenció del públic.
- Friedrich Paulus
- Werner Drechsler
- Walther von Seydlitz-Kurzbach
- Laurens van der Post
- General Yahya Khan
- A. A. K. Niazi
- Airey Neave
- Rudolf Hess
- John McCain
- Louis Zamperini
- Jeremiah Denton
- Ronald Searle
- Jessica Lynch
- Kurt Vonnegut
- E W Swanton